# Bobby Charles
Robert Charles Guidry (Abbeville, Luisiana, 21 de febrero de 1938 – 14 de enero de 2010), conocido como Bobby Charles, era un cantautor norteamericano.

## Comienzos
De etnia Cajun, Charles creció escuchando música Cajun y la música country de Hank Williams. A la edad de 15 años, escuchó una presentación de Fats Domino, un evento que "cambió mi vida para siempre", recordó.

## Carrera y éxitos
Charles ayudó a forjar en el sur de Luisiana el género musical conocido como swamp rock. Sus composiciones incluyen los éxitos "See you later, Alligator", que es más conocido por la versión de Bill Haley & His Comets, y "Walking to Nueva Orleans", escrito para Fats Domino.
"(I Don't Know Why) But I Do" fue una canción que Charles compuso en los primeros 60, con la que Clarence "Frogman" Henry tuvo un gran éxito, y que estaba en la banda sonora de 1994, de la película Forrest Gump. Su composición "Why Are People Like That?" apareció en la banda sonora de la película de 1998 Home Fries.
Debido a su estilo vocal del sur de Luisiana influenciado por el rhythm and blues, muchas veces se piensa que era negro, cuando en realidad era blanco.
Charles fue invitado a tocar con The Band el 26 de noviembre de 1976, en su concierto de despedida, El Último Vals, en el Winterland Ballroom de San Francisco. En el concierto, Charles cantó "Al Sur de Nueva Orleans", con la ayuda de Dr. John y The Band. Esa canción fue grabada y lanzada como parte de la triple LP de El Último Vals. La interpretación también fue filmada para la película del director Martin Scorsese, pero no aparece en el montaje final. Charles, sin embargo, aparece brevemente en un segmento de la película (en el tema de cierre del concierto, "I Shall be released"). En ese segmento, su imagen está bloqueado en gran medida de la vista durante la ejecución. La canción, cantada por Bob Dylan y el pianista Richard Manuel, incluye destacados coros de todo el conjunto, incluyendo a Charles.
Coescribió la canción "Small Town Talk" con Rick Danko de The Band. También escribió con Willie Nelson el tema "Promises, Promises (The Truth Will Set You Free)".
Charles siguió componiendo y grabando hasta su muerte (vivió en Woodstock, Nueva York, durante un tiempo) y en la década de los 90 grabó un dueto de "Walking to Nueva Orleans, con Domino.

## Honores
En septiembre de 2007, el Louisiana Music Hall of Fame ha honrado a Charles por sus contribuciones a la música de Luisiana con su admisión.

## Muerte
Charles sufrió un infarto en su casa cerca de Abbeville y murió el 14 de enero de 2010.

## Discografía
Álbumes:
- Bobby Charles, 1972 (Bearsville Records)
- Clean Water, 1987 (Rice 'n' Gravy Records/Zensor Records)
- Wish You Were Here Right Now, 1994 (Rice 'n' Gravy Records)
- Secrets Of The Heart, 1998 (Rice 'n' Gravy Records/Stony Plain Records)
- Last Train To Memphis, 2004 (Rice 'n' Gravy Records/Proper Records UK)
- Homemade Songs, 2008 (Rice 'n' Gravy Records)
- Timeless, 2010 (Rice 'n' Gravy Records)
- Better Days-Rare Tracks on Bearsville, 2011 (Bearsville Records) - 1974 recording

## Película documental
- "In a Good Place Now: The Life & Music of Bobby Charles" (David Dubos-Director, 2024)[8]